# Cheikh Atallah
 (septembre 2024).
Cheikh Atallah, de son vrai nom  Ahmed Benbouzid est un humoriste et homme politique algérien.

## Biographie
Humoriste du programme Lefhama, il est ensuite élu député. Il meurt dans un accident de la route le 2 novembre 2016.
À Djelfa, une fresque lui est consacrée, et une salle de spectacle porte son nom.